# Alas Equipo Colombia
Alas Equipo Colombia ("Alas Squadra Colombia") è stato un partito politico di orientamento conservatore attivo in Colombia dal 2005 al 2009.
Si è affermato dalla confluenza tra due distinti soggetti: Alternativa Liberale di Avanzata Sociale (ALAS) e Equipo Colombia.
Il partito si è dissolto nel 2009, quando gran parte dei suoi esponenti decisero di confluire nel Partito Conservatore Colombiano.